# 最上もがのもがマガ!
最上もがのもがマガ!（もがみもがのもがまが）はインターネットテレビ局AbemaTVのAbemaSPECIALチャンネルで2016年4月11日から生配信されたトークバラエティ番組。
Twitterでの実況用ハッシュタグは#AbemaTVと#もがマガが推奨されている。
最上が体調不良のため2017年9月11日まで4週連続で生配信を欠席し、この日をもって番組が終了することとなった。

## 概要
- 最上もがが編集長となり、雑誌『もがマガ』を作るため「表紙の写真を撮ろう」「対談コーナー作ろう」「おまけの付録を作ろう」などの様々なテーマに基づき副編集長ナイツ土屋伸之と雑誌をつくる番組。その他にも動物、占い、スイーツ、エクササイズ、筋トレなどを学ぶ他、編集長が対談したい相手との対談などを行う。実際に雑誌『もがマガ』は発売日こそ未定であるが発売は予定されており、配信初期には視聴者に宿題として雑誌の表紙のイラストなどを公募していた。
- 第1号は2017年4月18日、祥伝社よりソフトカバームックとして発売。
- 番組の序盤では編集長のファッションチェックと題し、最上が着ている衣装の全面を紹介したのちに企画内容を発表する。このファッションチェックの前に、土屋のファッションに注目し長袖Yシャツから半袖になったことをしきりに言及したり。土屋を執拗にいじることを土屋は「もがハラ」と称している。
- 番組の終盤では『妄想マンデー』の生配信前のピースの綾部祐二が登場することが多い。
- 2017年4月から終了まで「WEEKDAYS PM 10:00 ON AIR」枠番組として配信。

## 出演者

### 編集長
- 最上もが（でんぱ組.inc）

### 副編集長
- 土屋伸之（ナイツ）

## 主なコーナー
○○を学ぼう
雑誌にまつわる企画をその道のプロに学ぶ企画。これまでは主に付録、動物、ワイン、スイーツ、ミステリー、日帰り旅行、筋トレなどの企画を学んでいる。
第○回もがマガ対談
編集長最上がかかわりのある人物や対談をしたい人物との対談をする企画。

## 主なゲスト
綾部祐二 （ピース）
23:00より生配信の『妄想マンデー』でMCを務める。番組の後半に3月20日まで高頻度で出演。2017年4月3日には新MCのアルコ&ピースが出演。
ナカノタカフミ
年間500軒以上のスイーツ店を食べ歩くスイーツ芸人。スイーツを学ぶ企画に主に出演。
新山ひでや・やすこ
中津川弦
リリー・フランキー
福嶋麻衣子
レスリー・キー
山田孝之
崎本大海
やべきょうすけ